# Jessica Bennett
Jessica Bennett, née en 1981, est une journaliste américaine spécialiste des questions de genre. Elle est la première journaliste à occuper le poste de « gender editor » au New York Times,. Elle a publié Le Fight Club féministe (Ed. Autrement) et est à l'origine du terme « manterrupting ». 

## Biographie
Née en 1981, Jessica Bennett a grandi à Seattle. Elle commence sa carrière de journaliste au magazine Newsweek où elle travaille pendant sept ans. Elle remporte un New York Press Club Award pour son travail sur l'Affaire Nikki Catsouras, une jeune américaine décédée dans un accident de voiture dont les photos ont été publiées sur internet. En 2010, elle publie avec deux autres journalistes un article remarqué sur le procès pour discrimination intenté par 46 employées de Newsweek contre leur direction en 1970,. Cette histoire est également à l'origine du livre The Good Girls Revol, de Lynn Povich et d'une série télévisée produite par Amazon.  
En 2012, Bennett quitte Newsweek pour devenir rédactrice en chef de Tumblr. Elle rejoint ensuite LeanIn.org, créée par Sheryl Sandberg, où elle lance une initiative pour améliorer la représentation des femmes sur Getty Images. 
Au New York Times, Bennett écrit des articles sur les sororités féministes, le consentement sexuel, les femmes dans l'industrie de la marijuana ou encore les amis d’enfance de Hillary Clinton ainsi des portraits de Monica Lewinsky, Paula Broadwel et Whitney Wolfe. 
En 2016, Bennett publie Le Fight Club féministe, manuel de survie en milieu sexiste où elle s'attaque au sexisme ordinaire, notamment à travers la notion de manterrupting, néologisme qu'elle a inventé. Le livre est traduit en France en 2018 aux éditions Autrement. 
En 2017, Bennett est la première journaliste nommée au poste inédit de « gender editor » créé par le New York Times. Sa mission est de donner plus de visibilité aux femmes dans la ligne éditoriale du journal, non seulement en traitant de sujets féministes, mais surtout de manière transversale en améliorant leur représentativité dans les différentes rubriques, ainsi que d'amener davantage de femmes à lire et à commenter les contenus du journal. Elle a notamment crée une newsletter dédiée aux femmes et une série de conférences sur ce thème.     

## Distinctions
Jessica Bennett a reçu un GLAAD Media Award en 2009. Elle a également été récompensée par le Newswomen's Club of New York, le New York Press Club ainsi que le Centre international de la photographie pour son travail sur la collection Lean In.